# Хепи Вали (Њу Мексико)
Хепи Вали (енгл. Happy Valley) насељено је место без административног статуса у америчкој савезној држави Њу Мексико.

## Демографија
По попису из 2010. године број становника је 519.
| Група             | 2000.    | 2010.       |
| Белци             | 0 (0,0%) | 341 (65,7%) |
| Афроамериканци    | 0 (0,0%) | 0 (0,0%)    |
| Азијати           | 0 (0,0%) | 1 (0,2%)    |
| Хиспаноамериканци | 0 (0,0%) | 157 (30,3%) |
| Укупно            | 0        | 519         |